# ロス・ペロー
ヘンリー・ロス・ペロー（Henry Ross Perot、1930年6月27日 - 2019年7月9日）は、アメリカ合衆国の実業家、政治家。
1992年の大統領選と1996年の大統領選に立候補した。

## 来歴
テキサス州出身。米海軍兵学校を卒業後、海軍に4年間勤務した。2019年7月8日、テキサス州ダラスで死去。89歳没。

### 事業活動

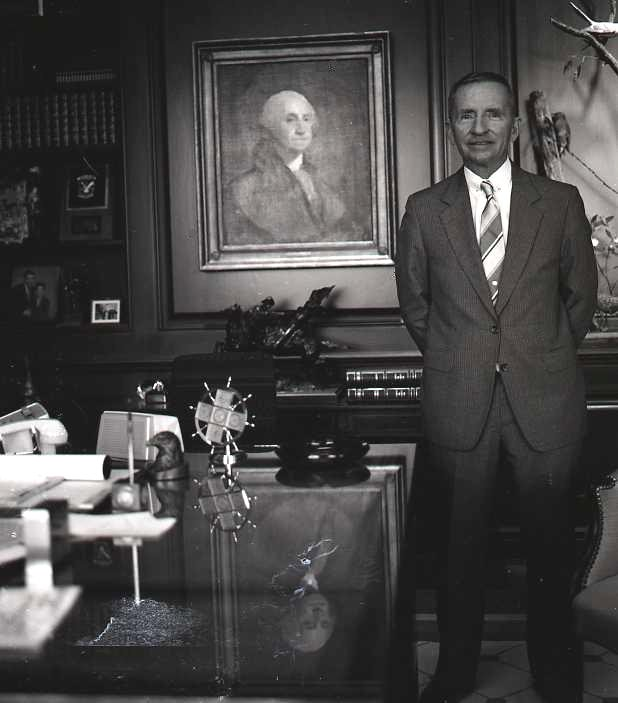
EDSのオフィスに飾ってあるジョージ・ワシントンの肖像画と共に（1986年）

海軍大尉で退役後の1956年、IBMに入社する。5年間勤務の後、ITサービス企業のElectronic Data Systems社（EDS）を起業する。当初は営業面で苦戦したもののアメリカ政府からメディケア関係の業務委託を受注して急成長し1968年には株式上場した。1984年にEDSはゼネラルモーターズに買収されペローも同社の経営陣に名を連ねるが、同社の官僚主義的な体質と馴染めずに退社。その後スティーブ・ジョブスが創業したNeXTに出資、また1988年にはEDSと同じビジネス分野で新たにペロー・システムズを創業した。なお、ペロー・システムズは2009年に大手PCメーカーのデルに買収された。

### 政治活動
ペロー自身は元々共和党の政治家との繋がりが強かったが、ブッシュ大統領の政策は概ね不支持だった。その一方で民主党も支持せず、1992年2月20日のラリー・キング・ライブで大統領選への出馬を宣言した。財政均衡と銃規制反対・保護貿易を公約した。折りしもブッシュが経済政策の失敗などから支持率が低迷し、民主党の予備選挙でも最有力のビル・クリントンアーカンソー州知事がスキャンダルから支持が伸びず他の有力候補も脱落していく中、ペローの支持率が上昇した。一時は世論調査でトップになるなど、100年以上も続いていた二大政党制が終わりを迎えるか注目される選挙となった。
ところが全米50州での大統領候補登録が微妙になると見て、7月16日にペローは突然の大統領選挙戦からの不出馬を表明した。相前後して民主党の正副大統領候補にクリントンとアル・ゴアが決定、ペロー撤退で行き場を失った支持を引きつけることに成功した。その後も一部の支持者が中心となって大統領選挙の運動が続き、全ての州での候補登録が完了する。それを見てペローは10月1日に大統領選への再出馬を宣言、ジェームズ・ストックデールを副大統領候補に選んだ上で本選挙を戦うが、一般投票での得票は18.87%に止まり、大統領選挙人は一人も獲得できなかった。しかし、この結果はブッシュ支持層を一定数取り込んだため、クリントン当選の副次的要因となった。
その後もペローは北米自由貿易協定への反対などを訴えるなどして、1995年にアメリカ合衆国改革党を結成。パット・チョートを副大統領候補に選び大統領選を戦うが、得票率は8.5％と前回を下回った。2000年の大統領選ではパット・ブキャナンの擁立にこぎつけるが、一部が離反して自然法則党のジョン・ハグリン支持に回るなど分裂状態に。第三党の地位もラルフ・ネーダーを推したアメリカ緑の党に奪われた。それ以降はペローも政治的な活動を控えた。
2019年7月9日、テキサス州ダラスの自宅で89歳で死去。

## その他
1979年のイラン革命では人質に取られた自社の社員を救うため、特殊作戦の専門家アーサー・D・サイモンズ退役陸軍大佐を雇い、無事救出に成功した。
以前、大統領候補となる直前まで、孫正義率いるソフトバンクと提携関係にあった。ソフトバンク側は、ペローが大統領候補として立候補するに当たって、民間企業が政治色を帯びるのは好ましくない、との考えから、超融和的に（すべての債務を肩代わりした）提携を解消する。